# Fotomuseum Den Haag

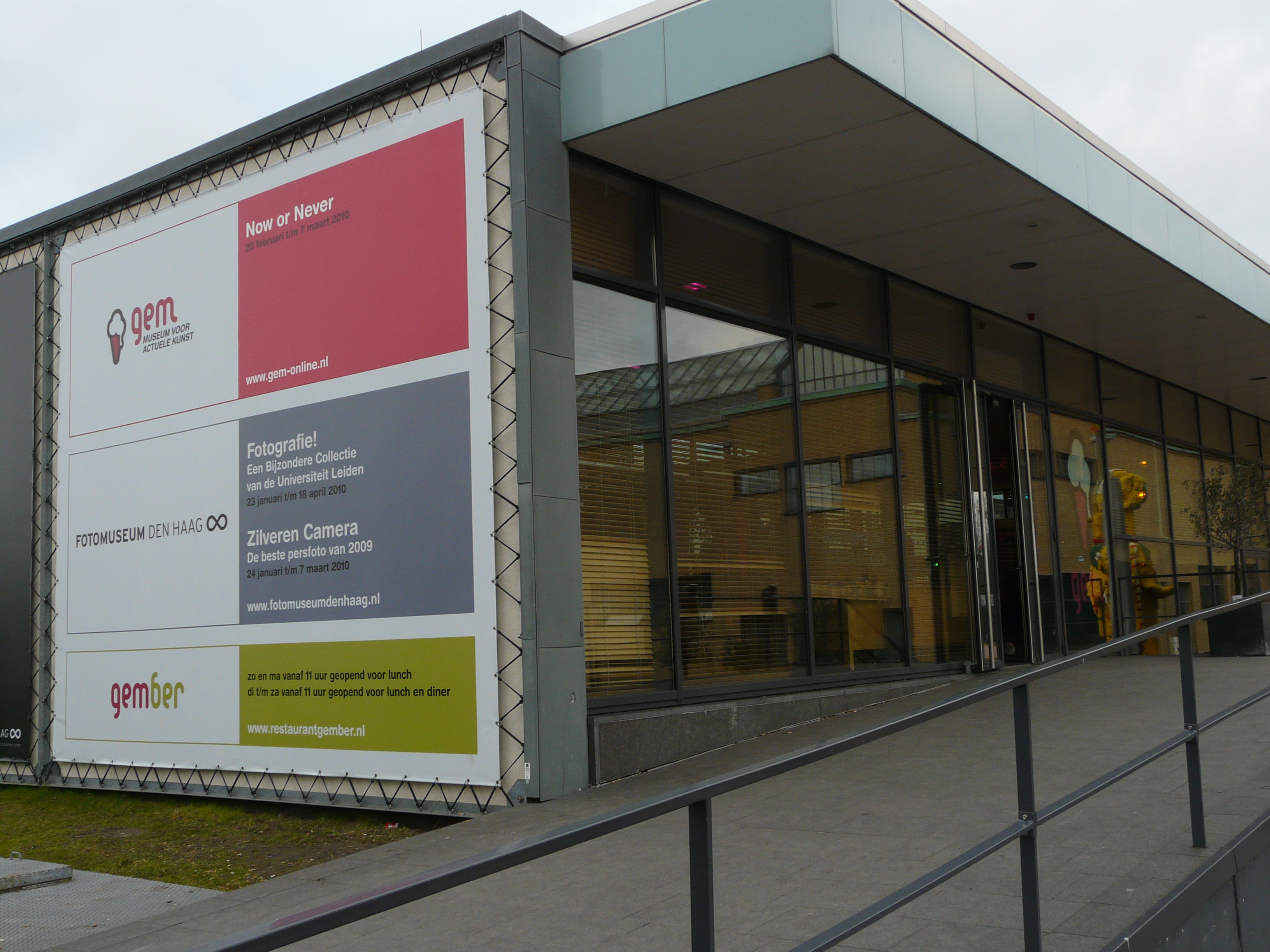
Fotomuseum Den Haag

Das Fotomuseum Den Haag ist ein 2002 gegründetes Museum, welches aus dem Kunstmuseum Den Haag hervorgegangen ist.

## Geschichte
Entstanden aus der Idee Fotografie als eine Kunstrichtung anzusehen, begann das Kunstmuseum Den Haag in den späten 1950er-Jahren unter dem damaligen Direktor damalige Direktor Louis Wijsenbeek als eines der ersten Museen der Niederlande, die Werke von Fotografen auszustellen.
1956 war der relativ unbekannte New Yorker Peter Fink war der erste Fotograf dem eine Soloausstellung gewidmet wurde. Seine Werke bezogen sich auf humanistische Traditionen der Nachkriegszeit.
Über die Jahre wurde die Masse an fotografischen Werken für das Museum zu groß, sodass Direktor Wim van Krimpen im Jahre 2002 ein separates Museum etablierte, um die Werke angemessen unterbringen und zur Schau stellen zu können. So liegt das Fotomuseum Den Haag gleich neben dem Kunstmuseum und teilt sich mit diesem das Gebäude KM21, welches ebenfalls 2002 eröffnet wurde. Bestehend aus nur einem einzigen großen Raum, war das Fotomuseum in seinen Möglichkeiten beschränkt. Deshalb beschloss der derzeitige Direktor Benno Tempel im Jahr 2016 das Gebäude zu verändern. Das Museum wurde erweitert, um nun mehrere Ausstellungen gleichzeitig zeigen zu können.

## Über das KM21
KM21 (2002 als GEM Museum für zeitgenössische Kunst ins Leben gerufen) ist Teil des Kunstmuseums Den Haag. Es hat einen eigenen Kurator und ein eigenes Ausstellungsprogramm, das die aktuellen Entwicklungen in den bildenden Künsten verfolgt. Das Museum befindet sich in einem separaten Gebäude neben dem Kunstmuseum, dem Schamhart-Flügel (nach dem Architekten Sjoerd Schamhart), in dem sich auch das Fotomuseum Den Haag befindet. Es zeigt Künstler aus den Niederlanden und internationale Künstler.

## Ausstellungen
Das Museum beinhaltete Ausstellungen von Künstlern wie Man Ray, Emmy Andriesse, Sally Mann, Anton Corbijn, Erwin Olaf, Bieke Depoorter und Robin de Puy.